# Farhad Abdullayev
Farhad Sahib oglu Abdullayev (en azerí: Fərhad Sahib oğlu Abdullayev; Bakú, 5 de diciembre de 1958) es Presidente del Tribunal Constitucional de la República de Azerbaiyán.

## Biografía
Farhad Abdullayev nació el 5 de diciembre de 1958 en Bakú. En 1965-1975 estudió en la escuela secundaria N189. En 1980 se graduó de la Universidad Estatal de Moscú.
En 1980 comenzó a trabajar en la Corte Suprema de la República de Azerbaiyán. En 1985 fue jefe del departamento en la Corte Suprema. El 28 de agosto de 2000 fue nombrado Vicepresidente del Tribunal de Apelación de la República de Azerbaiyán. El 25 de junio de 2003 fue designado Presidente del Tribunal Constitucional de la República de Azerbaiyán.
El 24 de junio de 2013, por la orden del Presidente de Azerbaiyán, Farhad Abdullayev fue renombrado Presidente del Tribunal Constitucional de la República de Azerbaiyán.
Es miembro de la Comisión de Lucha contra la Corrupción de la República de Azerbaiyán.

## Libros
- "Apellyasiya Məhkəməsində cinayət mühakimə icraatının təkmilləşdirilməsi problemləri" 2005-ci il ("Problemas de mejora de los procesos penales en el Tribunal Apelación", 2005)
- "Azərbaycan Respublikasında Konstitusiya icraatının nəzəri və praktiki problemləri" 2009-cu il ("Problemas conceptuales y prácticos de los procedimientos constitucionales en la República de Azerbaiyán", 2009)
- "Azərbaycan Respublikası Konstitusiya Məhkəməsinin Hüquqi Mövqeləri" 2013-cü il ("Posiciones jurídicas del Tribunal Constitucional de la República de Azerbaiyán", 2013)
- "Azərbaycan Respublikası Konstitusiya Məhkəməsinin Hüquqi Mövqeləri" 2018-ci il (2 hissəli) ("Posiciones jurídicas del Tribunal Constitucional de la República de Azerbaiyán", 2018  (dos partes))
- "Legal Positions of the Constitutional Court of the Republic of Azerbaijan" 2018 ("Posiciones jurídicas del Tribunal Constitucional de la República de Azerbaiyán", 2018)

## Premios y títulos
- Abogado de Honor de la República de Azerbaiyán (2009)[6]
- Orden Shohrat (2018)[7]
- Medalla "Centenario de la República Democrática de Azerbaiyán" (2019)
- Orden de la Amistad (Kazajistán) (2020)